# Bad for Good: The Very Best of Scorpions
Bad for Good: The Very Best of Scorpions es un álbum recopilatorio de la banda alemana de hard rock y heavy metal Scorpions, publicado en 2002 por Hip-O Records. Contiene los mejores éxitos entre los álbumes Lovedrive de 1979 a Face the Heat de 1993, además de dos nuevas canciones «Cause I Love You» y «Bad for Good». En la semana del 22 de junio de 2002 llegó hasta el puesto 161 en la lista Billboard 200 de los Estados Unidos.

## Composición
El recopilatorio destaca por incluir dos nuevas canciones de estudio: «Bad for Good» y «Cause I Love You». Ambas fueron registradas con su otrora productor Dieter Dierks en los estudios Dierks de Colonia (Alemania), lo que marcó su primera colaboración en catorce años desde que el alemán produjo su último álbum con la banda, Savage Amusement de 1988. De acuerdo con el vocalista Klaus Meine, esta cooperación los animó a hacer un álbum de estudio como en los viejos tiempos, lo que resultó en Unbreakable (2004).
En un análisis a ambas canciones realizado por el crítico canadiense Martin Popoff, consideró que «Bad for Good» tiene un «galope y una melodía cercana al NWOBHM», pero luego es «moderado con una nueva vibra relajada, una extraña accesibilidad». Si bien podría evocar un glam rock, Popoff señala que «hay algo atractivamente germánico en ello». Con respecto a «Cause I Love You», señaló «es pesada», «con un genial  montón de talk box y un verso que es clásico de los Scorpions», incluso indicó que «recuerda a las pistas épicas de ritmo medio de Blackout a través de Face the Heat».

## Lista de canciones
| N.º | Título                                | Escritor(es)                               | Duración |  |
| 1.  | «Rock You Like a Hurricane»           | Schenker, Meine, Rarebell                  | 4:12     |  |
| 2.  | «Loving You Sunday Morning»           | Schenker, Meine, Rarebell                  | 5:36     |  |
| 3.  | «The Zoo»                             | Schenker, Meine                            | 5:28     |  |
| 4.  | «No One Like You»                     | Schenker, Meine                            | 3:56     |  |
| 5.  | «Blackout»                            | Schenker, Meine, Rarebell, Sonja Kittelsen | 3:47     |  |
| 6.  | «Still Loving You» (versión sencillo) | Schenker, Meine                            | 4:48     |  |
| 7.  | «Big City Nights»                     | Schenker, Meine                            | 4:08     |  |
| 8.  | «Believe in Love» (versión sencillo)  | Schenker, Meine                            | 4:04     |  |
| 9.  | «Rhythm of Love»                      | Schenker, Meine                            | 3:48     |  |
| 10. | «Can't Explain» (cover de The Who)    | Pete Townshend                             | 3:22     |  |
| 11. | «Wind of Change»                      | Meine                                      | 5:10     |  |
| 12. | «Send Me an Angel»                    | Schenker, Meine                            | 4:32     |  |
| 13. | «Don't Believe Her»                   | Schenker, Meine                            | 4:54     |  |
| 14. | «Tease Me Please Me»                  | Schenker, Meine, Jabs, Vallance            | 4:42     |  |
| 15. | «Hit Between the Eyes»                | Schenker, Meine, Rarebell, Vallance        | 4:31     |  |
| 16. | «Alien Nation» (versión sencillo)     | Schenker, Meine                            | 5:01     |  |
| 17. | «Cause I Love You» (canción inédita)  | Schenker, Meine                            | 3:44     |  |
| 18. | «Bad for Good» (canción inédita)      | Schenker, Meine, Dierks                    | 4:02     |  |